# The Dresden Dolls
The Dresden Dolls är en amerikansk musikgrupp från Boston, bildad 2001 bestående av Amanda Palmer (sång och piano) och Brian Viglione (trummor och ibland gitarr).
Amanda döpte deras stil till "brechtian punk cabaret" eftersom hon var rädd för att pressen skulle kalla dem för goth. Musikgenren som de spelar kallas för dark cabaret, en underground-genre som började ta form i början av 1990-talet och som har ökat i popularitet med åren. Bland deras låtar finns Backstabber, Coin-Operated Boy och Necessary Evil. De har turnerat och spelat in en kortfilm med Panic at the Disco.
För bandets namn finns olika förklaringar. Dels är det möjlig att bandnamnet refererar till porslinsdockor som framställs i Meissen nära Dresden. Det kan också vara en variation av bandnamnet New York Dolls. Dresden Dolls heter även en familj i filmen Flowers in the Attic och en låt av bandet The Fall.
Amanda klär sig ofta i randiga strumpbyxor en kort svart klänning, ballerinaskor och uppsatt hår och målade ögonbryn. Både Amanda och Brian har vitt puder över ansiktet och läppstift. Brian klär sig i kostym med slips och en hatt.

## Diskografi
Studioalbum
- The Dresden Dolls (2003)
- Yes, Virginia... (2006)

EP
- The Dresden Dolls (2001)

Livealbum
- A Is for Accident (2003)

Samlingsalbum
- No, Virginia... (2008)
- The Virginia Monologues (2015)

Singlar
- "Good Day" (2003)
- "Girl Anachronism" (2003)
- "Coin-Operated Boy" (2004)
- "Sing" (2006)
- "Backstabber" (2006)
- "Shores of California" (2007)
- "Night Reconnaissance" (2008)
- "Dear Jenny" (2008)